# 江綿
江綿株式会社（ごうめん）は、大阪府大阪市中央区南本町に本社を置く総合衣料卸商社である。1923年創業。

## 概要
衣料卸商社の大手。大輪会の会員企業である。
1923年（大正12年）に山田源治郎が呉服商「山田キリン堂」を創業。1946年（昭和24年）、船場に服地卸問屋「江綿株式会社」を設立し、1959年（昭和34年）以降、百善・キリンドなどグループ会社を設立。
傘下のグループ企業（後述）とともに独自のアパレル販売網を形成し、さまざまな種類の衣料製品を扱う。グループ企業のうち、株式会社江綿キリンドは、衣料品百貨店のキリンド、ショッピングモールのキリンドプラザを大阪市を中心に6店舗展開している。また富田林市に約3000坪の野球グラウンド「江綿グラウンド」を所有し、地元の少年野球チーム「富田林少年野球協会 富田林ボーイズ」の本拠地となっている。

## 沿革
- 1923年（大正12年）- 創業
- 1949年（昭和24年）- 船場に江綿株式会社を設立
- 1958年（昭和33年）- 江綿株式会社 新社屋 落成
- 1959年（昭和34年）- 大阪市東区本町に百善株式会社設立
- 1960年（昭和35年）- 百善株式会社東京営業所を設立、富田林市にスポーツ総合グランドとクラブハウス及び社屋完成（60,000平方メートル）
- 1965年（昭和40年）- 東区南本町に総合衣料卸部門開設
- 1966年（昭和41年）- キリンド城東店新社屋竣工
- 1968年（昭和43年）- キリンド庄内店新社屋竣工
- 1969年（昭和44年）- 百善株式会社大阪本社新社屋竣工
- 1971年（昭和46年）- 江綿株式会社本社第1ビル新社屋竣工
- 1977年（昭和52年）- 江綿衣料製品株式会社・江綿テキスタイル株式会社・株式会社江綿キリンド設立
- 1979年（昭和54年）- キリンド淡路店新社屋竣工
- 1982年（昭和57年）- 百善株式会社東京本社新社屋・セントピアビル竣工
- 1983年（昭和58年）- 江綿株式会社本社第2ビル竣工
- 1986年（昭和61年）- 外債発行（スイス)・江綿株式会社代表取締役社長に山田文明が就任
- 1990年（平成2年)  - 花の万博パビリオン・大輪会「水のファンタジアム」出展参画
- 1991年（平成3年)  - 江綿株式会社本社第2ビル新館増築
- 2000年（平成12年）- 株式会社ラッキー設立
- 2002年（平成14年）- 丸大株式会社設立（大阪市中央区心斎橋）
- 2005年（平成17年）- 丸大株式会社新館増築
- 2010年（平成22年）- 江綿株式会社大阪四ツ橋新町ビル取得
- 2013年（平成25年）- キリンドプラザ城東ビル竣工
- 2014年（平成26年）- 江綿株式会社本町立売堀ビル取得
- 2015年（平成27年）- キリンドプラザ帝塚山ビル竣工
- 2017年（平成29年）- 江綿株式会社代表取締役社長に山田陽太郎が就任
- 2019年（令和元年)  - 百善株式会社ミオ事業部開設
- 2022年（令和4年）- 株式会社松昌より運営事業を譲受

## グループ会社
卸売商社
- 江綿衣料製品株式会社
- 江綿テキスタイル株式会社
- 株式会社ラッキー
- 中和物産株式会社丸大事業部

小売
- 株式会社江綿キリンド
- キリンド城東店（大阪市城東区今福西）
- キリンド淡路店（大阪市東淀川区淡路）
- キリンド庄内店（大阪府豊中市庄内西町）
- キリンドタウン城東
- キリンドプラザ城東
- キリンドプラザ帝塚山

アパレル商社
- 百善株式会社

管理
- 中和物産株式会社 - 持株会社